# Gmina Borzechów
Die Gmina Borzechów ist eine Landgemeinde  im Powiat Lubelski der Woiwodschaft Lublin in Polen. Sitz ist das gleichnamige Dorf.

## Gliederung
Zur Landgemeinde Borzechów gehören folgende 23 Ortschaften mit einem Schulzenamt:
Białawoda
Borzechów-Kępa Borzechowska
Borzechów-Kolonia
Dąbrowa
Dobrowola
Grabówka
Kaźmierów
Kępa
Kępa-Kolonia
Kłodnica Dolna
Kłodnica Górna
Łopiennik-Kolonia
Ludwinów
Łączki-Pawłówek
Łopiennik
Majdan Borzechowski
Majdan Radliński
Majdan Skrzyniecki
Osina
Ryczydół
Wały Kępskie
Zakącie